# Matkovac
Matkovac (cyr. Матковац) – wieś w Bośni i Hercegowinie, w Republice Serbskiej, w gminie Osmaci. W 2013 roku liczyła 347 mieszkańców.